# راک بی‌کلام

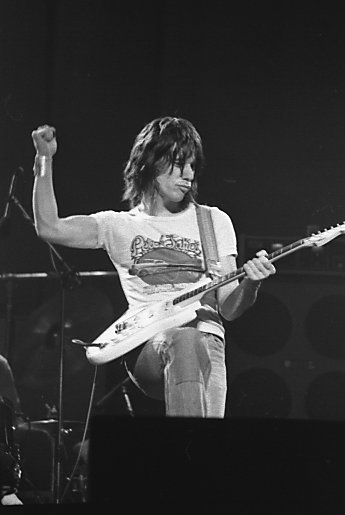
گونه‌ای از موسیقی راک

راک بی‌کلام گونه‌ای از موسیقی راک بدون آواز است. گاهی از آواز به عنوان صدای پس‌ زمینه ملودی برای فضا‌سازی استفاده می‌شود. نمونه‌هایی از راک بی‌کلام را می‌توان تقریباً در هر زیر ژانر راک، اغلب از نوازندگانی که در این سبک تخصص دارند یافت. راک بی‌کلام از اواسط دهه ۱۹۵۰ تا اواسط دهه ۱۹۶۰ با هنرمندانی چون بیل داگت کمبو، فایربالز، شدووز، ونچرز، جانی، هوریکنز و اسپاتنیکس بیشترین محبوبیت را داشت. گروه برادران آلمن، نوازندگان چند ساز بودند. جف بک همچنین دو آلبوم بی کلام را در دهه ۱۹۷۰ ضبط کرد. نوازندگان پروگرسیو راک و آرت راک در دهه‌های ۱۹۶۰ و ۱۹۷۰، اجراهای محبوبی از این موسیقی را به نمایش گذاشتند.
در طول دهه‌های ۱۹۸۰ و ۱۹۹۰، ژانر راک بی‌کلام تحت سلطه چندین تک‌نواز گیتار از جمله جو ستریانی، اینگوی مالمستین و استیو وای بود. دهه ۲۰۰۰ جای خود را به سبک جدیدی از نوازندگان داد. به عنوان مثال، جان لوری (با نام مستعار John 5)، یک آلبوم انفرادی بی کلام منتشر کرد. در دهه ۲۰۰۰ نیز این سبک شاهد ظهور موسیقی بی‌کلام توسط گروه‌هایی بود که معمولاً آن ها را پست راک می‌نامند.

## تاریخ اولیه
راک بی کلام در طول دهه اول راک اند رول (اواسط دهه ۱۹۵۰ تا اواسط دهه ۱۹۶۰)، قبل از تهاجم بریتانیا، محبوبیت بیشتری داشت.
یکی از راک‌های بی کلام اولیه، «هانکی تونک» از بیل داگت کمبو بود، با ضرب آهنگ ضخیم و نوازندگی ساکسیفون-ارگ. از جمله ارل بوستیک و آرنت کاب از نوازندگان جاز می‌توان به آهنگ‌های موسیقی پاپ اشاره کرد. چندین نوازنده ریتم اند بلوز ساکس آهنگ‌های بیگ جی مک‌نیلی، رد پری‌سوک و لی آلن را اجرا کرده‌اند که آهنگ «راه رفتن با آقای لی» بسیار محبوب بود. در دهه ۱۹۵۰ چندین آهنگ بی‌سابقه بلوز وجود داشت. آلبوم"Juke" از لیدل والتر موفقیت شماره 1 R&B بود. 
در طول دهه ۷۰، برخی از نوازندگان مانند دنیس کافی، آلبوم «اسکورپیو» (۱۹۷۱)، بوکر تی و ام‌جی‌ها، آلبوم «ملتینگ پات»، گروه باورنکردنی بونگ «آپاچی»، هات باتر «پاپ کورن» (۱۹۷۲)، گروه پاپ کورن سازان «پاپ کورن»(۱۹۷۲) "، میراث ریتم "موضوع از SWAT" (1976)منتشر کردند. . گروه برادران آلمن اغلب یک گروه موسیقی بی کلام در نظر گرفته نمی‌شود، اما آنها سازهای زیادی را می‌نواختند و قطعات طولانی را در نسخه‌های طولانی‌تر آهنگ‌های خود گنجانده‌اند. یک مثال خوب نسخه ۲۲ دقیقه ای Whipping Post در فیلم At Fillmore East LP است.
همچنین جف بک در دهه ۱۹۷۰ دو آلبوم کاملاًبی کلام ضبط کرد: Blow by Blow و Wired. هر دوی آنها که در میان مخاطبان اصلی موفق هستند، تأثیرات جاز قوی دارند، دومی دارای نسخه ای از استاندارد جاز چارلز مینگوس «خداحافظ خوک پای کلاه» است.
چندین نوازنده پراگرسیو راک و آرت راک در دهه‌های ۱۹۶۰ و ۱۹۷۰ اجراهای بی‌نظیری داشتند، اما بسیاری از ساخته‌های آنها دارای آواز نیز بود. در اوایل دهه ۷۰، EL&P موفق به کسب عنوان کاور "Nut Rocker" شد. کینگ کریمسون در اواخر دهه ۱۹۶۰ و ۱۹۷۰ با سازهای انفجاری خود که سبک‌های راک، جاز، کلاسیک و هوی متال را با هم ادغام می‌کرد، طرفداران زیادی پیدا کرد، اگرچه آلبوم‌های آن‌ها شامل آهنگ‌هایی با آواز نیز بود. زمانی که پیتر گابریل گروه را ترک کرد، فیل کالینز، درامر گروه پیشنهاد کرد که به عنوان یکبند بی کلام ادامه یابد، اما سایر اعضا این ایده را دوست نداشتند. آلن پارسونز پراجکت در هر آلبوم، مخصوصاً در آلبوم اول، قطعات بی کلام داشت. اثر Tubular Bells اثر مایک اولدفیلد، یک آلبوم پراگرسیو راک که در سال ۱۹۷۳ منتشر شد، تماماً بی کلام (غیر از کلمات گفتاری مختصر) بود و یکی از پرفروش‌ترین آلبوم‌های بی کلام که تا به اکنون ۱۶ میلیون نسخه فروخته شده‌است. بخشی از آن در موسیقی متن فیلم برنده جایزه اسکارفیلم جن گیر استفاده شد.
یکی از تحسین‌شده‌ترین آلبوم‌های گروه کمل، اثر The Snow Goose کاملاًبی کلام بود. بسیاری از آثار اولیه پینک فلوید عمدتاً قطعات بی کلامی بودند که حاوی جم‌های ساختاری بودند که ژانرهای سایکدلیک راک، پراگرسیو و اسپیس راک را در هم آمیختند. فرانک زاپا به دلیل درهم آمیختن آهنگ‌های راک بی کلام با آهنگ‌های تا حدودی معروف‌ترش در آلبوم‌هایش شناخته می‌شد.
جاز راک دهه ۱۹۷۰ اغلب دارای تلاقی سبک قابل توجهی با راک و گروه‌هایی مانند کولوسئوم، سافت مشین ،Nucleus، برند اکس Chicago, Chase, Blood, Sweat & Tears and Affinity بود. موج دوم سرف راک در اواخر دهه ۷۰ با انتشار اولین تک آهنگ Edie & the Hot Rods آغاز شد.

## دهه ۱۹۸۰
در طول دهه ۱۹۸۰، ژانر راک بی کلام تحت سلطه چندین نوازنده گیتار بود. ینگوی مالمستین، خواننده سوئدی، در سال ۱۹۸۴ با همکاری در گروه محبوب آلکاتراز، و سپس با انتشار اولین آلبوم انفرادی خود یعنی Rising Force در اواخر همان سال، نامی برای خود دست و پا کرد که به رتبه ۶۰ در جدول بیلبورد رسید. آلبوم جو ستریانی در سال ۱۹۸۷ به نام Surfing With The Alien یک موفقیت غافلگیرکننده بود، که شامل تصنیف بی کلام همیشه محبوب «همیشه با من، همیشه با تو» بود. دو سال بعد آلبوم بعدی ساتریانی به نام پرواز در رؤیای آبی منتشر شد.
در سال ۱۹۹۰ استیو وای آلبوم Passion and Warfare را منتشر کرد. که تلفیقی از راک، جاز، کلاسیک و تونالیتههای شرقی بود. این آلبوم یک پیشرفت فنی در رابطه با آنچه می‌توان در زمینه آهنگسازی گیتار و اجرای فنی به دست آورد، بود. این با آلبوم سه‌گانه، اسرار عشق بیگانه و باغ آتش، که یک سال بعد منتشر شد، دنبال شد.
در سال ۱۹۹۵، مایکل آنجلو باتیو از شهرت Nitro CD خود را بدون مرز منتشر کرد که کار انفرادی او را آغاز کرد. آلبوم‌های او عمدتاً شامل راک دستگاهی است، اما گهگاه آوازهایی توسط خود و سایر خواننده‌ها به نمایش درآمده است. باتیو تاکنون هشت آلبوم انفرادی منتشر کرده‌است.
در طول دهه ۱۹۹۰، موسیقی دستگاهی در میان گروه‌های راک مستقل و با محبوبیت گروه‌های پست راک مانند تورتس، ماگوای و Cul de Sac شکوفا شد.
دان کابالرو با مث راک بی کلام خود مورد توجه قرار گرفت.
فیلم Pul Fiction ساخته کوئنتین تارانتینو ازراک بی کلام در موسیقی متن خود بهره برئه است.
با ظهور گرانج، راک بی کلام گیتارمحور از نوع محبوب دهه ۱۹۸۰ کمتر مورد استقبال قرار گرفت و هنرمندان کمی بودند که در این سبک به پیشرفت خود ادامه دهند.

## دهه ۲۰۰۰
در دهه ۲۰۰۰ آلبوم‌های راک دستگاهی منتشر شده‌اند. اکثر نوازندگان گیتار محبوب دهه ۱۹۸۰، کامبک‌های نوآوری شده و با نواهای احیا شده که در نسخه‌های اخیرشان داشته‌اند، عموماً با استقبال خوبی مواجه شده‌اند. هنرمندانی مانند استیو مورس، مارتی فریدمن، پل گیلبرت، ران جارزومبک و جو ستریانی به انتشار موسیقی راک بی کلام و تور با موفقیت‌های روزافزون رسیده‌اند. با این حال، شنیدن آهنگ راک بیکلام از رادیو، یا دیدن آن در جداول موسیقی، هنوز بسیار نادر است. لس فرادکین کاتالوگ موسیقی بیتلز را به عنوان راک بی کلام مبتنی بر گیتار در سرویس دانلود موسیقی اپل آیتونز محبوب کرده‌است.
دهه ۲۰۰۰ جای خود را به سبک جدیدی از اجرا داد. جان لوری (معروف به جان ۵) پس از جدایی از مرلین منسون در سال ۲۰۰۳، یک آلبوم انفرادی ساز منتشر کرد. آلبوم سرگیجه، تلفیقی از سبک‌های موسیقی متال، راکابیلی، راک اند رول و بلوگرس تشکیل شده‌است. این آلبوم موفقیت‌آمیز بود و آلبوم پس از آن، Songs for Sanity، که شامل حضور مهمان توسط استیو وای و آلبرت لی می‌شود، با موفقیت بیشتری مواجه شد و به یکی از پرفروش‌ترین آلبوم‌های آلبوم Shrapnel تبدیل شد. او این کار را در سال ۲۰۰۷ با فیلم The Devil Knows My Name دنبال کرد که جو ساتریانی، جیم روت و اریک جانسون در آن حضور دارند.
دهه ۲۰۰۰ شاهد افزایش محبوبیت گروه‌هایی بود که پست راک نامیده می‌شدند. Constellation Records تعدادی از شناخته شده‌ترین نمونه گروه‌های پست راک بی کلام مانند گادسپید یو! بلک امپروررا منتشر کرده‌است! نمونه‌های دیگری از این دست گروه‌ها عبارتند از Austin TV، ماگوای، راشن سیرکلز، the Cancer Conspiracy the Mercury Program، 65daysofstatic, God Is An Astronaut، و Explosions in the Sky.
در لیبل ایندی راک، گروه‌هایی مانند Ratatat و Delicate Steve از بازیگران محبوب راک بی کلام هستند.
آلبوم‌های انفرادی گیتاریست عمر رودریگز لوپز به نامهای (Old Money) ,(Se Dice Bisonte, No Bufalo) معمولاً بی کلام هستند.
در اواخر دهه ۲۰۰۰ سبک جدیدی از هوی متال به نام جنت ظهور کرد. برخی از گروه‌های پیشرو در صحنه، مانند Animals as Leaders، نوازندگان ساز هستند، در حالی که بسیاری دیگر قبل از پیوستن وکالیست‌ها، به‌عنوان گروه‌های بی کلام شروع کردند.
تعدادی از هنرمندان مث راک، مانند Toe، عمدتاً از سازها در موسیقی خود بدون آواز زیاد استفاده می‌کنند.